# Billy Hayes
William "Billy" Hayes (Nova Iorque, 3 de abril de 1947 ) é um escritor estadunidense, ator e diretor. Ele é mais conhecido por seu livro autobiográfico O Expresso da Meia-Noite, sobre as suas experiências e fugas das prisões turcas após ser condenado no país por tráfico de haxixe.